# Perdonarte ¿para qué?
«Perdonarte ¿para qué?» es una canción interpretada por el grupo mexicano Los Ángeles Azules en colaboración con la cantante argentina Emilia. La canción fue compuesta por Andy Clay, Horacio Palencia y Richard Torres, mientras que la producción estuvo a cargo de Jorge Mejía y Roberto Lugo. Fue lanzada el 23 de mayo de 2024 a través de Sony Music México.

## Letra
«Perdonarte ¿para qué?» es una colaboración entre el grupo mexicano Los Ángeles Azules y la cantante argentina Emilia. La canción fue lanzada el 23 de mayo de 2024 y pertenece al repertorio de cumbia de Los Ángeles Azules, conocidos por combinar este género con sonidos contemporáneos. Emilia participa con su estilo y voz, creando una combinación que ha tenido buena recepción tanto en América Latina como en Estados Unidos.
La letra de «Perdonarte ¿para qué?» trata sobre el desamor o amor no correspondido y el empoderamiento, con un mensaje que invita a seguir adelante sin mirar atrás.

## Recepción
Después de casi 28 años, Los Ángeles Azules lograron alcanzar el número uno en la lista Latin Airplay de Billboard con «Perdonarte ¿para qué?», en colaboración con Emilia. La canción subió del puesto 15 al 1 en su quinta semana en la lista.
La cumbia mexicana, lanzada el 23 de mayo a través de Promotodo/Virgin Music Latin, alcanzó el primer lugar en la lista general de Latin Airplay con 8,1 millones de impresiones de audiencia, un aumento del 69%. Estas impresiones fueron obtenidas en estaciones de radio de Estados Unidos durante la semana de seguimiento del 5 al 11 de julio, según datos de Luminate.

## Premios y nominaciones
| Año  | Premiación                 | Categoría             | Resultado | Ref.  |
| ---- | -------------------------- | --------------------- | --------- | ----- |
| 2024 | Kids' Choice Awards México | Colaboración favorita | Nominados | [ 4 ] |
| 2025 | Premios Lo Nuestro         | Canción Del Año       | Nominados | [ 5 ] |

## Posicionamiento en listas
| Listas (2024)                        | Mejor posición |
| ------------------------------------ | -------------- |
| Argentina (Monitor Latino)           | 2              |
| Argentina Hot 100 (Billboard)        | 1              |
| Bolivia (Billboard)                  | 3              |
| Bolivia (Monitor Latino)             | 1              |
| Centroamérica (Monitor Latino)       | 11             |
| Chile (Monitor Latino)               | 1              |
| Costa Rica (Monitor Latino)          | 2              |
| Ecuador (Monitor Latino)             | 17             |
| El Salvador (ASAP EGC)               | 8              |
| España (PROMUSICAE)                  | 85             |
| Global 200 Excl. U.S. (Billboard)    | 87             |
| Hot Latin Songs (Billboard)          | 35             |
| Latin Airplay (Billboard)            | 1              |
| México (Monitor Latino)              | 1              |
| Paraguay (Monitor Latino)            | 3              |
| Perú (Billboard)                     | 20             |
| Regional Mexican Airplay (Billboard) | 1              |
| Uruguay (Monitor Latino)             | 1              |

| Listas (2024)  | Mejor posición |
| -------------- | -------------- |
| Paraguay (SGP) | 9              |
| Uruguay (CUD)  | 1              |